# Mikó Sándor
Mikó Sándor (Kistelek, 1927. április 4. – Budapest, 2014. március 15.) kétszeres Munkácsy Mihály-díjas magyar  belsőépítész, iparművész, bútortervező.

## Életpályája
Édesapja asztalosműhelyében tanoncként, majd segédként ismerkedett meg a szakmával, majd 1948-ban asztalosmester képesítést szerzett az Újpesti Felső-ipariskola faipari tagozatán. 1948-1953 között elvégezte a belsőépítész-bútortervező szakot a Magyar Iparművészeti Főiskolán, ahol Kaesz Gyula, Juhász László, Németh István és Hornicsek László voltak szaktanárai, mesterei.
1953–1956-ig a Középülettervező Vállalatban (KÖZTI), majd 1957–1975 között a Kereskedelmi Tervező Intézetben (KERTI) dolgozott először osztály-, majd irodavezetőként, s ahol kereskedelmi és vendéglátóipari létesítményeket (vendéglőket, szállodákat), bútorokat, berendezéseket, egyedi használati tárgyakat tervezett, majd 1973–74-ben a Belvárosi Vendéglátóipari Vállalat művészeti tanácsadója lett. Nevéhez fűződik például a Dunapark Kávéház belsőépítészeti kialakítása 1968-ban. Munkái mellett a Magyar Iparművészeti Főiskolán állandó óraadó volt, majd 1975–1988 között docensként vezette a Faipari Formatervező Stúdiót. Később tanított a Balogh Rozália Ruhatervezőben is. 1989-től szabadfoglalkozásúként állandó tervezője volt a debreceni Hajdúthonet, illetve a veszprémi Balaton Bútorgyárnak. Több külföldi magyar étterem, követségi és kereskedelmi kirendeltség, magyar képző- és országos iparművészeti kereskedelmi kiállítás tervezését végezte. Részt vett valamennyi magyarországi és számos nemzetközi kiállításon.
A Magyar Képzőművészek és Iparművészek Szövetségének (MKISZ) tagja, illetve főtitkára (1968–1977), a Magyar Alkotóművészek Országos Egyesületének (MAOE) Iparművész Tagozatának (1996–1999), majd Belsőépítész Tagozatának (1999–2002) pedig vezetője volt.
1997-ben egyik alapítójaként szervezte meg a Zsennyei Belsőépítész Találkozót, amely szakmai konferencia azóta hagyományosan megrendezésre kerül.  
Munkáira a funkciókövetésen túl az esztétikus formatervezés, változatos anyaghasználat, téralakítására pedig az építészeti rendhez való igazodás jellemző.

## Díjai, elismerései
- Munkácsy Mihály-díj (1962, 1974)
- a Magyar Alkotóművészek Országos Egyesületének (MAOE) szakmai nagydíja, Iparművészeti Tagozat (2003)

## Kiállításai
- Csók István Galéria, Budapest (1962)
- Derkovits Terem, Budapest (1970)
- TV Galéria, Budapest (1970)
- Mikó Sándor életmű-kiállítása – Magyar Iparművészeti Múzeum, Budapest (2007. május 29. – július 1.)